# عبد الله بن أم مكتوم
عبد الله بن أم مكتوم القرشي العامري، صحابي من صحابة النبي محمد، وابن خال خديجة بنت خويلد، وأمه هي: عاتكة بنت عبد الله. كان عبد الله ضريرًا أعمى وبحسب مصادر أهل السنة والجماعة فقد نزلت سورة عبس فيه حيث كان النبي محمد مشغولًا بدعوة كبار وأسياد قريش إلى الإسلام فجاء إليه عبد الله يسأله فانشغل عنه الرسول فلما أكثر عبد الله عليه انصرف عنه النبي عابسًا.

## نسبه
عبد الله بن قيس بن زائدة بن الأصم بن رواحة بن حجر بن عبد بن معيص بن عامر بن لؤي بن غالب بن فهر بن مالك بن قريش بن كنانة.
وقال ابن هشام: ابن أم مكتوم، أحد بني عامر بن لؤي، واسمه عبد الله وقيل عمرو.

## أداؤه الأذان والإقامة في عهد النبي
كان مؤذن نبي الإسلام محمد هو وبلال بن رباح، كان بلال يؤذن للصلاة مرة وهو يقيم لها والعكس. وقال الرسول محمد «إن بلالًا ينادي بليل فكلوا واشربوا حتى ينادي ابن أم مكتوم»، وقد أُطلق عليه لقب الصحبة مع أنه لم يرَ النبي لأنه كان أعمى.
كان رسول الإسلام يستخلفه على المدينة المنورة في غزواته فيصلي بالناس ويرعى شؤونهم وقد استخلفه ثلاث عشرة مرة في الأبواء وبواط وذي العشيرة، وغزوته في طلب كرز بن جابر، وغزوة السويق، وغطفان، وفي غزوة أحد، وحمراء الأسد، ونجران، وذات الرقاع، وفي خروجه إلى حجة الوداع، وفي خروجه إلى بدر.
كان من أول من هاجر إلى المدينة بعد مصعب بن عمير فرارًا بدينهم بعد أن اشتد أذى قريش على المسلمين، فكان هو ومصعب أول من قدم إلى المدينة من المهاجرين.
وكان يتمنى الجهاد غير أن فقدانه للبصر كان يمنعه من ذلك ثم تحقق له ما يطلبه في معركة القادسية التي حدثت على أرض الفرس سنة 15 هـ في عهد عمر بن الخطاب وكان عبد الله حامل لواء المسلمين فيها وسقط فيمن سقط من الشهداء على أرض المعركة.

## قصة ابن أم مكتوم
روى الترمذي في جامعه ومالك بن أنس في موطئه وغيرهما من حديث عائشة أن الوليد بن المغيرة وقف مع الرسول محمد وهو يكلمه وقد طمع في إسلامه، فبينما هو في ذلك إذ مر به ابن أم مكتوم الأعمى، فكلم الرسول وجعل يَسْتَقْرِئُهُ القرآن فشق ذلك منه على النبي حتى أضجره وذلك أنه شغله عما كان فيه من أمر الوليد وما طمع فيه من إسلامه فلما أكثر عليه انصرف عنه عابساً، وتركه فأنزل الله فيه ﴿عَبَسَ وَتَوَلَّى ۝١ أَنْ جَاءَهُ الْأَعْمَى ۝٢﴾ إلى قوله ﴿فِي صُحُفٍ مُكَرَّمَةٍ ۝١٣ مَرْفُوعَةٍ مُطَهَّرَةٍ ۝١٤﴾ [عبس:13–14] أي إما بعثتك بشيرًا ونذيرًا، ولم أَخص بك أحدًا دون الأخر، فلا تمنعه ممن ابتغاه ولا تتصدى به لمن لا يريده، بينما يقول البعض خاصة علماء الشيعة بعدم صحة هذه القصة، وسببهم في ذلك أن العبوس ليس من صفة النبي، ويقول الشيعة: أن عثمان هو الذي عبس في وجه ابن أم مكتوم.

## حديث ابن أم مكتوم
ذكر حيث ابن أم مكتوم، وذكر اسمه ونسبه وأمه عاتكة بنت عبد الله بن عنكثة بن عامر بن مخزوم.
وذكر الرجل الذي شغل الرسول أنه الوليد بن المغيرة، وقيل أمية بن خلف، وفي حديث الموطا، عظيم من عظماء المشركين ولم يسمه، وفي قوله ﴿أَنْ جَاءَهُ الْأَعْمَى ۝٢﴾ [عبس:2] من الفقه أن لا غيبة في ذكر الإنسان بما ظهر في خلقته من عمى أو عرج إلا أن يقصد الازدراء فيلحق المأثم به لأنه من أفعال الجاهلين قال الله ﴿وَإِذْ قَالَ مُوسَى لِقَوْمِهِ إِنَّ اللَّهَ يَأْمُرُكُمْ أَنْ تَذْبَحُوا بَقَرَةً قَالُوا أَتَتَّخِذُنَا هُزُوًا قَالَ أَعُوذُ بِاللَّهِ أَنْ أَكُونَ مِنَ الْجَاهِلِينَ ۝٦٧﴾ [البقرة:67]. وَفِي ذِكْرِهِ إيّاهُ بِالْعَمَى مِنْ الْحِكْمَةِ وَالْإِشَارَةِ اللّطِيفَةِ التّنْبِيهُ عَلَى مَوْضِعِ الْعَتَبِ لِأَنّهُ قَالَ أَنْ جَاءَهُ الْأَعْمَى فَذَكَرَ الْمَجِيءَ مَعَ الْعَمَى، وَذَلِكَ يُنْبِئُ عَنْ تَجَشّمِ كُلْفَةٍ وَمَنْ تَجَشّمَ الْقَصْدَ إلَيْك عَلَى ضَعْفِهِ فَحَقّك الْإِقْبَالُ عَلَيْهِ لَا الْإِعْرَاضُ عَنْهُ فَإِذَا كَانَ النّبِيّ مَعْتُوبًا عَلَى تَوَلّيهِ عَنْ الْأَعْمَى، فَغَيْرُهُ أَحَقّ بِالْعَتَبِ مَعَ أَنّهُ لَمْ يَكُنْ آمَنَ بَعْدُ أَلَا تَرَاهُ يَقُولُ ﴿أَوْ يَذَّكَّرُ فَتَنْفَعَهُ الذِّكْرَى ۝٤﴾ [عبس:4] وَلَوْ كَانَ قَدْ صَحّ إيمَانُهُ وَعُلِمَ ذَلِكَ مِنْهُ لَمْ يَعْرِضْ عَنْهُ رَسُولُ اللّهِ وَلَوْ أَعَرَضَ لَكَانَ الْعَتَبُ أَشَدّ وَاَللّهُ أَعْلَمُ وَكَذَلِكَ لَمْ يَكُنْ لِيُخْبِرَ عَنْهُ وَيُسَمّيهِ بِالِاسْمِ الْمُشْتَقّ مِنْ الْعَمَى، دُونَ الِاسْمِ الْمُشْتَقّ مِنْ الْإِيمَانِ وَالْإِسْلَامِ لَوْ كَانَ دَخَلَ فِي الْإِيمَانِ قَبْلَ ذَلِكَ وَاَللّهُ أَعْلَمُ وَإِنّمَا دَخَلَ فِيهِ بَعْدَ نُزُولِ الْآيَةِ وَيَدُلّ عَلَى ذَلِكَ قَوْلُهُ لِلنّبِيّ اسْتَدِنّنِي يَا مُحَمّدُ وَلَمْ يَقُلْ اسْتَدِنّنِي يَا رَسُولَ اللّهِ مَعَ أَنّ ظَاهِرَ الْكَلَامِ يَدُلّ عَلَى أَنّ الْهَاءَ فِي لَعَلّهُ يَزّكّى عَائِدَةٌ عَلَى الْأَعْمَى، لَا عَلَى الْكَافِرِ لِأَنّهُ لَمْ يَتَقَدّمْ لَهُ ذَكَرَ بَعْدُ وَلَعَلّ تُعْطِي التّرَجّي وَالِانْتِظَارَ وَلَوْ كَانَ إيمَانُهُ قَدْ تَقَدّمَ قَبْلَ هَذَا لَخَرَجَ عَنْ حَدّ التّرَجّي وَالِانْتِظَارِ لِلتّزَكّي، وَاَللّهُ أَعْلَمُ.

## وصلات خارجية
- قصة ابن مكتوم